# Eduardo Duhalde
Eduardo Duhalde (* 5. října 1941) je argentinský politik. Narodil se ve městě Lomas de Zamora v provincii Buenos Aires. Později studoval a roku 1970 získal právnický titul. V roce 1999 kandidoval na post prezidenta Argentiny, ale neuspěl. Dne 2. ledna 2002 se stal v pořadí padesátým prezidentem země. V úřadu zůstal do 25. května 2003. Byl členem Justicialistické strany. Jeho manželka Hilda de Duhalde byla členkou argentinského senátu.